# 816 (numero)
Ottocentosedici (816) è il numero naturale dopo il 815 e prima del 817.

## Proprietà matematiche
- È un numero pari.
- È un numero composto da 20 divisori: 1, 2, 3, 4, 6, 8, 12, 16, 17, 24, 34, 48, 51, 68, 102, 136, 204, 272, 408, 816. Poiché la somma dei suoi divisori (escluso il numero stesso) è 1416 > 816, è un numero abbondante.
- È un numero semiperfetto in quanto pari alla somma di alcuni (o tutti) i suoi divisori.
- È un numero tetraedrico.
- È parte delle terne pitagoriche (238, 816, 850), (287, 816, 865), (290, 816, 866), (340, 816, 884), (612, 816, 1020), (675, 816, 1059), (816, 935, 1241), (816, 1012, 1300), (816, 1088, 1360), (816, 1530, 1734), (816, 1638, 1830), (816, 2240, 2384), (816, 2380, 2516), (816, 2537, 2665), (816, 3213, 3315), (816, 3420, 3516), (816, 4588, 4660), (816, 4862, 4930), (816, 5170, 5234), (816, 6912, 6960), (816, 9230, 9266), (816, 9775, 9809), (816, 10388, 10420), (816, 13860, 13884), (816, 18487, 18505), (816, 20800, 20816), (816, 27738, 27750), (816, 41613, 41620), (816, 55485, 55491), (816, 83230, 83234), (816, 166463, 166465).
- È un numero 273-gonale.
- È un numero pratico.
- È un numero malvagio.
- È un termine della successione di Padovan.
- Nel sistema numerico decimale è divisibile per il prodotto delle sue cifre.

## Astronomia
- 816 Juliana è un asteroide della fascia principale del sistema solare.
- NGC 816 è una galassia della costellazione del Triangolo.